# Elitch Gardens
Koordinaten: 39° 45′ 2″ N, 105° 0′ 40″ W
Elitch Gardens ist ein US-amerikanischer Freizeitpark in Denver, Colorado, der am 1. Mai 1890 eröffnet wurde.

## Geschichte
Ursprünglich befand sich der Park an der südwestlichen Kreuzung der West 38th Avenue und Tennyson Street. Dort wurde der Park bis zum 1. Oktober 1994 betrieben. Zwischen 1994 und 1995 wurde der Park innerhalb der Stadt versetzt und befindet sich seitdem an seiner heutigen Stelle.
Nachdem der Park von Six Flags übernommen worden war, wurde der Park von 1999 bis 2006 unter dem Namen Six Flags Elitch Gardens betrieben. Aktueller Betreiber des Parks ist Premier Parks.

## Liste der Achterbahnen

### Bestehende Achterbahnen
| Name             | Typ                                                 | Hersteller                     | Eröffnungsjahr |
| ---------------- | --------------------------------------------------- | ------------------------------ | -------------- |
| Blazin' Buckaroo | Familienachterbahn                                  | E&F Miler Industries           | 2013           |
| Boomerang        | Shuttle Coaster                                     | Vekoma                         | 1999           |
| Half Pipe        | Shuttle Coaster, Spinning Coaster, Launched Coaster | Intamin                        | 2004           |
| Mind Eraser      | Inverted Coaster                                    | Vekoma                         | 1997           |
| Sidewinder       | Shuttle Coaster, Launched Coaster                   | Arrow Dynamics                 | 1990           |
| Twister II       | Holzachterbahn                                      | Hensel Phelps Construction Co. | 1995           |

### Geschlossene Achterbahnen
| Name           | Typ                                 | Hersteller                     | Eröffnung    | Schließung       |
| -------------- | ----------------------------------- | ------------------------------ | ------------ | ---------------- |
| Cactus Coaster | Kinderachterbahn                    | Allan Herschell Company        | 1995         | 2012             |
| Flying Coaster | Flying Coaster                      | Zamperla                       | 2002         | 2007             |
| Mr. Twister    | Holzachterbahn                      | Philadelphia Toboggan Coasters | 1965         | 1994             |
| Runaway Train  | Powered Coaster, Familienachterbahn | Mack Rides                     | 1996         | 1996             |
| Sky Rocket     | Holzachterbahn                      | Philadelphia Toboggan Coasters | 1926         | 1935             |
| Teddy Bear     | Holzachterbahn, Familienachterbahn  | Philadelphia Toboggan Coasters | 1936         | unbekannt        |
| Toboggan Slide | Holzachterbahn                      | Philadelphia Toboggan Coasters | 1904         | 1925             |
| Wild Mouse     | Wilde Maus, Hybrid Coaster          | B. A. Schiff & Associates      | 1960er Jahre | 1977 oder früher |
| Wildcat        | Holzachterbahn                      | Philadelphia Toboggan Coasters | 1936         | 1994             |